# Movie Radio
Movie Radio (ehemals Klassik Radio Movie) ist ein Ableger von Klassik Radio.

## Gründung

Ehemaliges Logo

Am 17. Dezember 2020 wurde bekannt, dass Klassik Radio Movie am 1. Februar 2021 im Mux der Antenne Deutschland starten wird. Zudem ist geplant, den Sender via Webstream und Astra 23,5°Ost zu verbreiten (Uplink für die DAB+ - Zuführung).
Am 28. Januar 2021 wurde bekannt, dass Klassik Radio Movie von der MA HSH eine Rundfunklizenz erhalten hat und dass der Sender wie geplant am 1. Februar 2021 auf Sendung gehen wird. Außerdem wurde die URL der sich aktuell im Aufbau befindenden Webseite bekannt gegeben. Ergänzend soll Klassik Radio Movie auch im Internet und Kabelnetz verbreitet werden.
Am 1. Februar 2021 ging Klassik Radio Movie im DAB+-Mux der Antenne Deutschland auf Sendung. Das Programm ist unmoderiert. Zur vollen Stunde werden Nachrichten gesendet. Die terrestrische Ausstrahlung im DAB+-Mux der Antenne Deutschland wurde am 15. Juli 2021 zugunsten des Spartenkanals Beats Radio aufgegeben.

## Programm
Laut der Klassik Radio AG soll das Programm von Movie Radio aus „Serienmusik und Soundtracks aus Games und Filmen“ bestehen. Zudem ist ein Wortanteil von 20 % angestrebt, d. h. Teile des Programms werden moderiert sein. Täglich ab 20:00 Uhr wollte der Sender außerdem der von Klassik Radio bekannten „Klassik Radio Lounge“ zu einem Comeback verhelfen.

## Empfang
Das Programm ist über Kabelfernsehen (DVB-C) empfangbar, sowie über internetbasierende Plattformen.